# Page of Life
Page of Life – ostatni studyjny album nagrany wspólnie przez Jona Andersona i Vangelisa, wydany w 1991 roku.
W 1999 roku w USA ukazała się zmieniona wersja albumu - posiadała ona inną okładkę oraz mniej utworów, były one również ułożone w innej kolejności. Ta wersja zawierała również niepublikowany wcześniej utwór "Change We Must" oraz poszerzoną wersję "Wisdom Chain". Album zawiera także starszą, niepublikowaną wcześniej wersję utworu "Anyone Can Light a Candle".

## Spis utworów
1. Wisdom Chain (5:21)
2. Page of Life (3:16)
3. Money (6:07)
4. Jazzy Box (3:14)
5. Garden of Senses (6:23)
6. Is It Love (4:27)
7. Anyone Can Light a Candle (3:46)
8. Be a Good Friend of Mine (4:13)
9. Shine for Me (4:10)
10. Genevieve (3:48)
11. Journey to Ixtlan (5:50)
12. Little Guitar (1:45)